# Grunya Sukhareva
Grunya Efimovna Sukhareva ( Груня Ефимовна Сухарева, [ˈɡrunʲə jɪˈfʲiməvnə ˈsuxɐrʲɪvə], transcrição alternativa Suchareva ) (11 de novembro de 1891 – 26 de abril de 1981) foi uma psiquiatra infantil soviética.

## Biografia
Sukhareva nasceu em Kiev em 1891, numa família judia, filha de Chaim Faitelevich e Rachil Iosifovna Sukhareva. Entre 1917 e 1921, trabalhou num hospital psiquiátrico em Kiev. A partir de 1921, ela trabalhou em Moscou e, de 1933 a 1935, liderou o departamento de Psiquiatria da Universidade de Kharkiv (Instituto Psiconeurológico de Kharkiv).
Em 1935, Grunya Sukhareva fundou a Faculdade de Psiquiatria Pediátrica no Instituto Central de Educação Médica de Pós-graduação. Em 1938, ela liderou uma clínica de psicose infantil no Ministério da Agricultura e Alimentação da RSFS da Rússia. Por muitos anos, ela trabalhou como conselheira e líder do Hospital Psiquiátrico de Kashchenko, em Moscou.

## Autismo
Grunya Sukhareva estudou crianças autistas e as descreveu de uma forma muito parecida à descrição moderna do autismo no DSM-5. Ela ajudou a abrir escolas para crianças autistas onde elas participavam de diversas atividades, como ginástica, desenho e marcenaria.
Ela foi a primeira pessoa a publicar uma descrição detalhada dos traços autistas em 1925. O artigo original estava em russo e foi publicado em alemão um ano depois. Em 1996 Sula Wolff o traduziu para a língua inglesa.
Sukhareva inicialmente usou o termo "psicopatia esquizóide", "esquizóide" que significa "excêntrico" na época, posteriormente o substitudo por "psicopatia autista (evitativa patológica)", para descrever o quadro clínico do autismo. O artigo foi escrito quase duas décadas antes dos relatos dos casos de Hans Asperger e Leo Kanner, que foram publicados enquanto o trabalho pioneiro de Sukhareva permanecia despercebido. Como a investigação sobre o autismo de Sukhareva foi traduzida e publicada em revistas de língua alemã um ano após a sua publicação nacional em russo, não existia nenhuma barreira ao acesso a estes materiais por parte de Hans Asperger e Leo Kanner. Kanner citou a publicação de Sukhareva de 1932 , Über den Verlauf der Schizophrenien im Kindesalter em artigos publicados em 1949 e 1962. O motivo exato para a sua extensa investigação permanecer não citada no trabalho de Asperger, que também publicou em alemão, não pode ser determinada com precisão e ainda é uma questão de discussão entre especialistas. Seu nome foi transliterado como "Ssucharewa" quando seus artigos apareceram na Alemanha, e o pesquisador de autismo Hans Asperger pode ter optado por não citar seu trabalho, devido à sua filiação ao Partido Nazista e à herança judaica da médica.

## Psiquiatria
Grunya Sukhareva acreditava que para que os transtornos de personalidade aparecessem em crianças e adolescentes, era necessário um fator social significativo. Alguns dos fatores que ela discutiu para os transtornos de personalidade eram ambiente familiar e estrutura social deficientes. Ela foi pioneira na utilização do método da sugestão, e lutou pelos direitos das crianças, afirmando que crianças difíceis não deveriam ser encaminhadas para prisões, mas sim para instituições médicas. Ela também estudou TEPT devido a lesões de guerra sofridos por crianças.

## Prêmio
Por ordem do Departamento de Saúde de Moscou, o Centro Científico e Prático de Moscou de Saúde Mental de Crianças e Adolescentes recebeu o nome de G.E. Sukhareva em sua homenagem. O centro é a principal instituição médica especializada no tratamento de estados suicidas em crianças e adolescentes menores de 18 anos.

## Pacientes de Sukhareva
Entre 1926 e 1927, Sukhareva descreveu seis meninos  e cinco meninas, como tendo o que hoje é considerado autismo. Esses pacientes são alguns dos primeiros a serem identificados como portadores do Transtorno. Os pacientes, embora anônimos, foram descritos da seguinte forma:
- Um garoto de 12 anos que aprendeu a ler sozinho aos cinco anos. Ele era fisicamente desajeitado e preferia conversar com adultos em vez de crianças. Ele era muito interessado em filosofia.
- Um violinista talentoso com dificuldades sociais.
- Uma criança com memória excepcional para números, mas com cegueira facial.
- Uma criança que tinha amigos imaginários que viviam em uma lareira.

## Trabalhos selecionados
- Sukhareva GE, Análise das fantasias infantis como método de estudo da vida emocional de uma criança. Kyiv 1921.
- Sukhareva GE, Psicopatia esquizóide na infância. No livro: Questões de pedologia e psiconeurologia infantil, número 2. M 1925; 157–187.
- Ssucharewa GE, Die schizoiden Psychopathien im Kindesalter. Monatsschrift für Psychiatrie und Neurologie 60: 235–261, 1926.
- Sukhareva GE, Ao problema da estrutura e dinâmica das psicopatias constitucionais infantis (formas esquizóides). Jornal de Neuropatologia e Psiquiatria, 1930; 6
- Sukhareva GE, Características da estrutura do defeito nas diversas formas do curso da esquizofrenia (em material infantil e adolescente). Neuropatologia, psiquiatria, higiene mental, 1935; IV: II: 57–62.
- Sukhareva GE, clínica de esquizofrenia em crianças e adolescentes. Parte I. Kharkov: Gosmedizdat da URSS 1937; 107.
- Sukhareva GE, Clínica de epilepsia em crianças e adolescentes. Problemas de medicina teórica e prática. M 1938; 234–261.
- Sukhareva GE, Tipos psicogênicos de reações em tempo de guerra. Neuropatologia e psiquiatria, 1943; 12: 2: 3-10
- Sukhareva GE, Palestras clínicas sobre psiquiatria infantil. T. 1. M: Medgiz 1955; 459.
- Sukhareva GE, Palestras clínicas sobre psiquiatria infantil. T. II, Parte 2. M: Medicina, 1959; 406.
- Sukhareva GE, Lapides MI Sobre o trabalho do gabinete psiconeurológico para crianças e adolescentes do dispensário psiconeurológico e clínica infantil. M 1959.
- Sukhareva GE, Yusevich LS Reações patológicas psicogênicas (neuroses). No livro: Um guia multivolume para pediatria, t. 8. M 1965.
- Sukhareva GE, Palestras clínicas sobre psiquiatria infantil. T.3. M: Medicina 1965; 270
- Sukhareva GE, O papel do fator idade na clínica das psicoses infantis. Jornal de Neuropatologia e Psiquiatria 1970; 70:10:1514–1520.
- Sukhareva GE, Palestras sobre psiquiatria infantil (capítulos selecionados). M: Medicina 1974; 320.
- Sukhareva GE, traduzido por Rebecchi K, Autistic Children, Amazon: 2022 ISBN 978 169098676 8